# Pritaneu

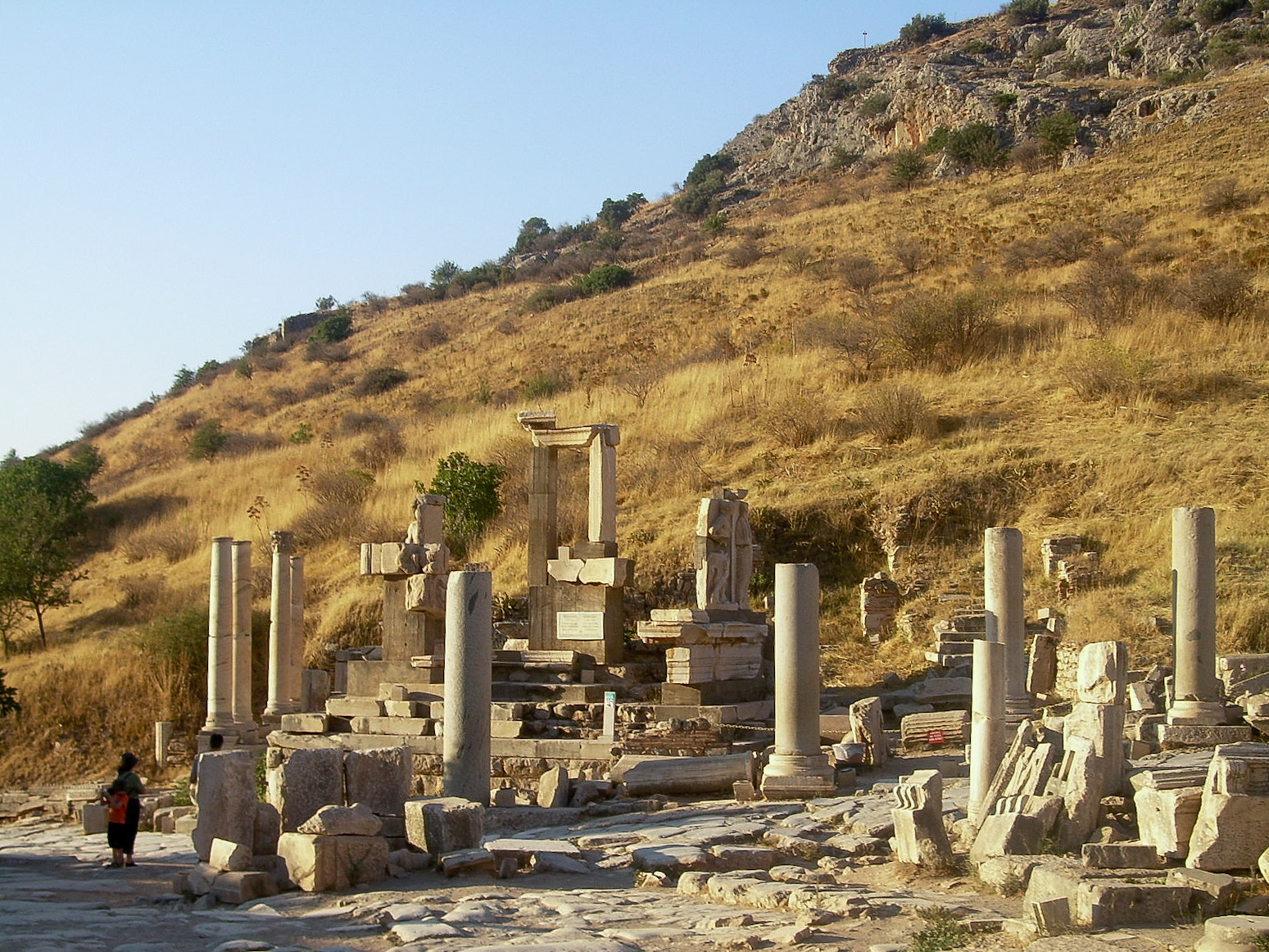
Ruínas do Pritaneu de Éfeso

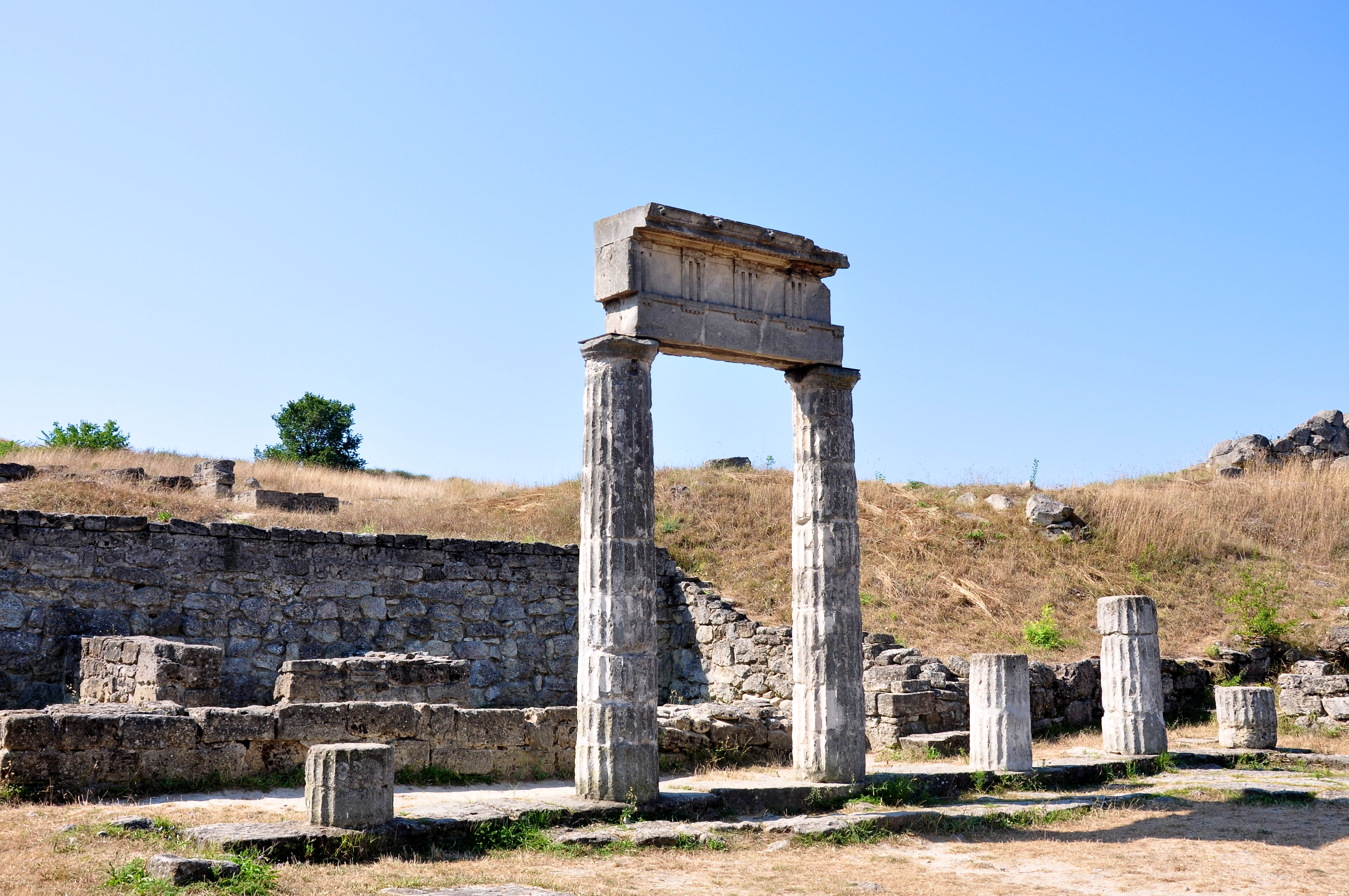
Ruínas do Pritaneu de Panticapeia, na Crimeia, atualmente na Rússia

O pritaneu (em grego clássico: Πρυτανεῖον; romaniz.: prytaneion; "presidência") era a sede dos prítanes, ou seja, dos membros do governo das cidades-estado da Grécia Antiga. O termo é também usado para descrever qualquer das estruturas antigas onde oficiais se reuniam, normalmente no âmbito de funções relacionadas com o governo de uma cidade. O termo é ainda referido para designar o edifício onde os oficiais e vencedores dos Jogos Olímpicos se reuniam em Olímpia.
O Pritaneu situava-se normalmente no centro da cidade, na ágora, e albergava o fogo sagrado e eterno de Héstia, a deusa do lar e da família e símbolo da vida da cidade. O fogo dos pritaneus das colónias era levado do pritaneu da cidade-mãe. Era no Pritaneu que os magistrados se reuniam e recebiam as homenagens dos seus conterrâneos e os embaixadores estrangeiros. O local também era palco de sacrifícios de oferendas aos deuses da cidade.

## Atenas
Em Atenas, o Pritaneu funcionava no Tolo (tholos; "círculo" em grego), um templo circular com 18 metros de diâmetro situado no lado sudoeste da ágora que fazia parte do complexo do buleutério (onde funcionava a Bulé, o conselho de cidadãos). O Tolo funcionava como uma espécie de estrutura polivalente, que servia como refeitório e alojamento para alguns oficiais. Esta função tornou-se necessária após as reformas de Clístenes, que obrigavam um terço do senado a estar permanentemente presente no complexo, qualquer que fosse a hora do dia ou da noite. O edifício foi construído cerca de 470 a.C. por Címon como refeitório dos membros da Bulé.

## Olímpia
Em Olímpia o Pritaneu era onde os sacerdotes e magistrados viviam; os altos sacerdotes viviam no Teocoleão. Situa-se a noroeste do templo de Hera e era usado para celebrações e festas pelos vencedores dos Jogos Olímpicos. Era também o lugar onde se encontrava o altar de Héstia, onde ardia a chama olímpica original.